# BigScience Language Open-science Open-access Multilingual
BigScience Language Open-science Open-access Multilingual o BLOOM és un model d'intel·ligència artificial de codi obert i accés lliure. El model obert i multillenguatge conté uns 176.000 milions de paràmetres i s'ha entrenat amb 1,5 terabytes de text. BLOOM és una mica més gran que GPT-3 (175.000 milions de paràmetres), però a diferència d'aquest model BLOOM no té com a principal interès tenir un model comercial darrere.
El seu desenvolupament sorgí a partir de la unió de 1.000 investigadors dedicats a la intel·ligència artificial, que s'organitzaren a través de Hugging Face, la principal plataforma i comunitat entorn de la IA. A més, també hi han col·laborat més de 250 institucions en un projecte iniciat a principis de 2021.
El model de BLOOM fou entrenat a França amb el supercomputador Jean Zay, el qual fou finançat amb fons públics per valor de 7 milions de dòlars i els resultats foren publicats a mitjans de juny.